# Bo Bergman

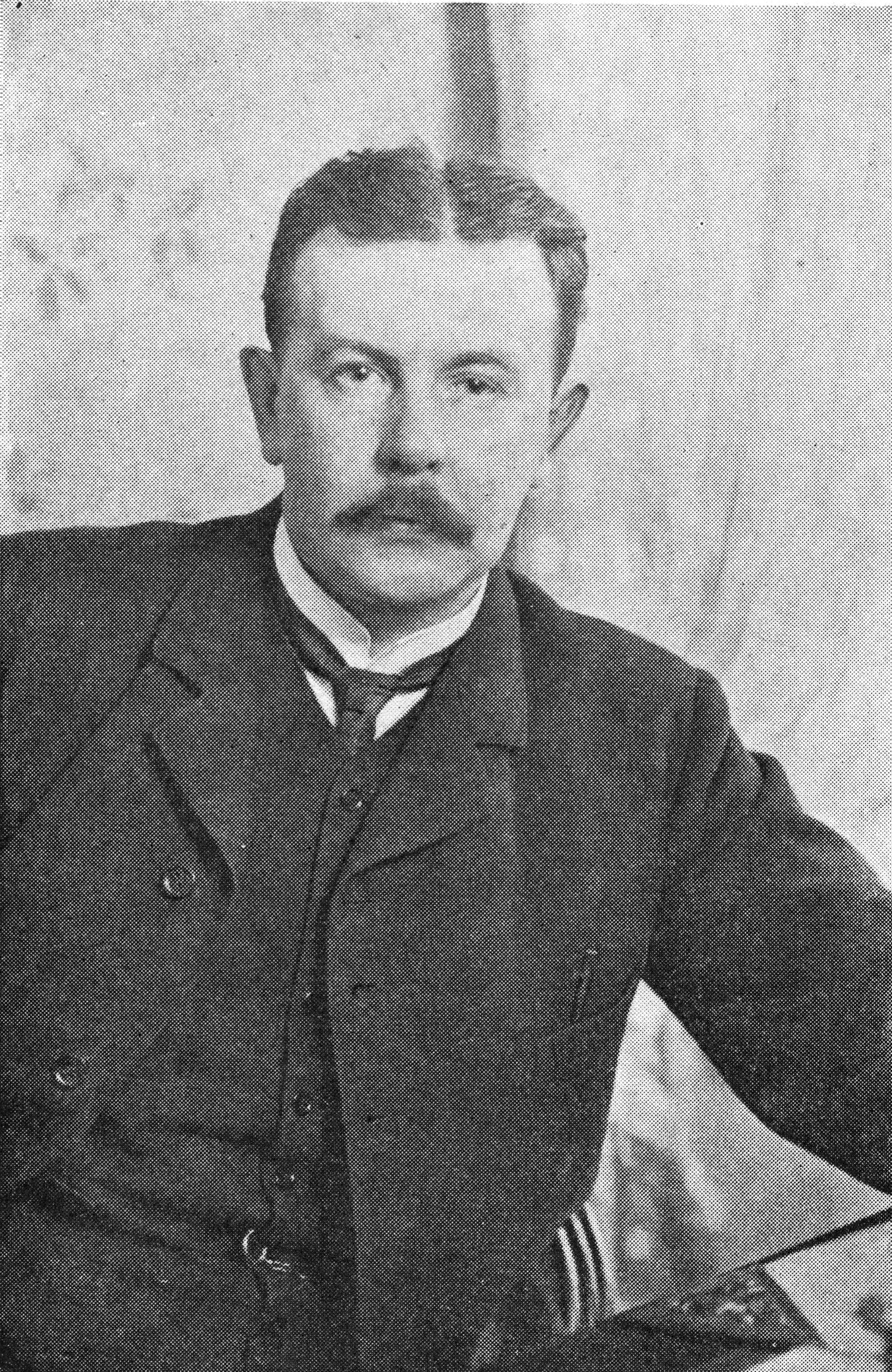
Bo Bergman

Bo Hjalmar Bergman (* 6. Oktober 1869 in Stockholm; † 17. November 1967 ebenda) war ein schwedischer Schriftsteller, Theater- und Literaturkritiker und Mitglied der Schwedischen Akademie von 1925 bis zu seinem Tod.

## Leben
Bergman studierte in Uppsala und legte dort 1889 sein Examen ab. Er verbrachte sein gesamtes Arbeitsleben bis zu seiner Pensionierung 1933 als Postbeamter in Stockholm. Schon während er für den schwedischen Postdienst arbeitete, begann er Gedichte zu schreiben. Seine erste Gedichtanthologie Marionetterna wurde 1903 veröffentlicht. Neben seiner Tätigkeit bei der Post arbeitete Bergman von 1900 bis 1904 auch als Literaturkritiker für die schwedische Kulturzeitschrift Ord och Bild. Außerdem war er für die Tageszeitung Dagens Nyheter und ebenso als Theaterkritiker von 1905 bis 1939 tätig. Bergman ist auf dem Norra begravningsplatsen im schwedischen Solna begraben.

## Werk
Bergman war ein enger Freund des schwedischen Novellisten Hjalmar Söderberg, mit dem er eine ausgeprägte Korrespondenz von 1891 bis zu Söderbergs Tod 1941 unterhielt. Wie Söderbergs wurden auch Bergmans Werke stark von der Dekadenzdichtung beeinflusst, insbesondere der Flaneurliteratur Charles Baudelaires.
Bergmans frühe Gedichte sind typischerweise dekadent und desillusioniert. Sie beinhalten eine deterministische Sichtweise auf eine sich verändernde Welt, in der alle Wertesysteme und alle wissenschaftlichen und metaphysischen Prozesse, die zum Verständnis des Universums beitragen, bedeutungslos sind. Bergmans Gedichte geben naturlyrische Stimmungen, vereint mit einem Liebesmotiv als zentrallyrische Reflexionen wieder. Marionetterna (Die Marionetten) unterstellt, dass das Schicksal der Menschheit in der Hand eines bärtigen, alten Mannes liegt, der jede ihrer Bewegungen kontrolliert.
Wie Söderbergs machte auch Bergmans Weltsicht den Weg für einen militanten Humanismus frei. Das zeigt sich insbesondere in seinen späteren Werken als Reaktion auf die wachsende Bedrohung durch den Nazismus. Diese Zeitkritik wird u. a. in der Gedichtsammlung Das Reich sichtbar.
In den Jahren nach 1950 setzte er seine schriftstellerische Tätigkeit mit einer einzigartigen Vitalität fort. Das zentrale Motiv wird mit derselben Beherrschung von Form und Melodie behandelt, wie in den Jahren zuvor.
Bergman schrieb auch Novellen und Romane sowie eine Autobiografie und ein Drama.
Seine Werke inspirierten einige große schwedische Komponisten wie Wilhelm Stenhammar, Ture Rangström und Karin Rehnqvist.

### Anthologien
- 1903 – Marionetterna (Die Marionetten)
- 1908 – En människa (Ein Mensch)
- 1917 – Elden (Das Feuer)
- 1922 – Livets ögon (Die Augen des Lebens)
- 1939 – Gamla gudar (Alte Götter)
- 1944 – Riket (Das Reich)
- 1952 – Stunder (Momente)
- 1969 – Äventyret (Das Abenteuer)

### Novellen
- 1904 – Drömmen och andra noveller (Der Traum und andere Erzählungen)
- 1915 – Skeppet (Das Schiff)

### Drama
- 1963 – Det eviga spelet (Das ewige Spiel)

### Autobiografien
- 1964 – Trasmattan (Der Flickenteppich)
- 1968 – Noaks Ark (Noahs Arche)

### Briefe
- 1969 – Kära Hjalle – Kära Bo (Brevväxling med Hjalmar Söderberg) (Lieber Hjalle, Lieber Bo. Korrespondenz mit Hjalmar Söderberg)

## Preise und Auszeichnungen
- Bellman-Preis 1943
- De Nios stora pris 1956
- Evert-Taube-Stipendium 1964
- Bellman-Preis 1966 (zusammen mit Tomas Tranströmer)